# Kiernan Dewsbury-Hall
Kiernan Frank Dewsbury-Hall (Nottingham, 6 september 1998) is een Engels voetballer die doorgaans speelt als middenvelder. In augustus 2025 verruilde hij Chelsea voor Everton.

## Clubcarrière
Dewsbury-Hall speelde vanaf zijn achtste in de jeugdopleiding van Leicester City. Deze doorliep hij en in 2017 ondertekende hij zijn eerste professionele contract bij de club. Zijn eerste optreden in de hoofdmacht volgde op 25 januari 2020, toen door een doelpunt van Kelechi Iheanacho met 0–1 werd gewonnen van Brentford in de FA Cup. Dewsbury-Hall moest van coach Brendan Rodgers op de reservebank beginnen en hij mocht drieëntwintig minuten na rust invallen voor de doelpuntenmaker.
Twee dagen na zijn debuut werd de middenvelder voor de rest van het seizoen verhuurd aan Blackpool in de League One. Hij maakte op 28 januari 2020 tegen Wycombe Wanderers met een doelpunt zijn debuut voor Blackpool. Op 25 februari was hij tegen Bolton Wanderers met een goal en een assist belangrijk voor een 2-1 overwinning. Hij speelde tien wedstrijden voor Blackpool en kwam daarin tot vier doelpunten.
Na zijn terugkeer tekende Dewsbury-Hall in oktober 2020 een nieuw contract voor vier seizoenen, waarop hij voor de jaargang 2020/21 verhuurd werd aan Luton Town, dat acteerde op het tweede niveau. Voor die club maakte hij op 24 oktober zijn debuut tegen Sheffield Wednesday. Op 29 december was hij met een goal en een assist belangrijk in een 2-1 overwinning op Bristol City. Hij speelde veertig wedstrijden voor Luton en kwam tot drie goals en zes assists.
Vanaf het begin van het seizoen 2021/22 kreeg Dewsbury-Town meer speeltijd in het eerste elftal van Leicester City. Op 9 december 2021 maakte hij zijn eerste doelpunt voor die club, op bezoek bij Napoli in de Europa League. Door doelpunten van Adam Ounas en Eljif Elmas kwamen de Italianen op voorsprong, tot een tegendoelpunt van Jonny Evans. Dewsbury-Hall zorgde na ruim een halfuur spelen voor de gelijkmaker. Uiteindelijk won Napoli met 3–2 door een tweede goal van Elmas. Na afloop van het seizoen 2021/22, waarin de middenvelder in totaal vierenveertig officiële wedstrijden speelde, werd zijn contract opengebroken en met drie seizoenen verlengd, tot medio 2027. Aan het einde van het seizoen 2022/23 degradeerde hij met Leicester uit de Premier League. Het jaar erop werd hij met Leicester kampioen van de EFL Championship. Dewsbury-Hall was goed voor twaalf goals en veertien assists in vierenveertig competitiewedstrijden.
Na de promotie van Leicester verkaste Dewsbury-Hall voor een bedrag van circa vijfendertig miljoen euro naar Chelsea, waar hij zijn handtekening zette onder een verbintenis voor de duur van vijf seizoenen, met een optie op een jaar extra. Bij de Londense club werd de middenvelder herenigd met trainer Enzo Maresca, die eerder die zomer dezelfde overstap had gemaakt. In zijn debuutseizoen voor Chelsea won hij de UEFA Conference League en FIFA Club World Cup. Zijn avontuur bij Chelsea bleef beperkt tot één seizoen, waarin hij voornamelijk als reservespeler had gefungeerd. In augustus 2025 werd Dewsbury-Hall met een paar miljoen verlies verkocht aan Everton, waar hij tot medio 2030 tekende.

## Clubstatistieken
| Seizoen | Club           | Competitie     | Competitie | Competitie | Beker | Beker | Internationaal | Internationaal | Totaal | Totaal |
| Seizoen | Club           | Competitie     | Wed.       | Dlp.       | Wed.  | Dlp.  | Wed.           | Dlp.           | Wed.   | Dlp.   |
| ------- | -------------- | -------------- | ---------- | ---------- | ----- | ----- | -------------- | -------------- | ------ | ------ |
| 2019/20 | Leicester City | Premier League | 0          | 0          | 1     | 0     | —              | —              | 1      | 0      |
| 2019/20 | → Blackpool    | League One     | 10         | 4          | 0     | 0     | —              | —              | 10     | 4      |
| 2020/21 | Leicester City | Premier League | 0          | 0          | 1     | 0     | 0              | 0              | 1      | 0      |
| 2020/21 | → Luton Town   | Championship   | 39         | 3          | 1     | 0     | —              | —              | 40     | 3      |
| 2021/22 | Leicester City | Premier League | 28         | 1          | 5     | 0     | 11             | 2              | 44     | 3      |
| 2022/23 | Leicester City | Premier League | 31         | 2          | 3     | 0     | —              | —              | 34     | 2      |
| 2023/24 | Leicester City | Championship   | 44         | 12         | 5     | 0     | —              | —              | 49     | 12     |
| 2024/25 | Chelsea        | Premier League | 13         | 0          | 3     | 0     | 18             | 5              | 34     | 5      |
| 2025/26 | Everton        | Premier League | 0          | 0          | 0     | 0     | —              | —              | 0      | 0      |
| Totaal  | Totaal         | Totaal         | 165        | 22         | 19    | 0     | 29             | 7              | 213    | 29     |

Bijgewerkt op 8 augustus 2025.

## Erelijst
| Competitie             |                |                |                |                |
| Competitie             | Aantal         | Jaren          |                |                |
| Leicester City         | Leicester City | Leicester City | Leicester City | Leicester City |
| ---------------------- | -------------- | -------------- | -------------- | -------------- |
| EFL Championship       | 1              | 2023/24        |                |                |
| FA Community Shield    | 1              | 2021           |                |                |
| Chelsea                |                |                |                |                |
| UEFA Conference League | 1              | 2024/25        |                |                |
| FIFA Club World Cup    | 1              | 2025           |                |                |